# Muhammad Taqi (árbitro)
Muhammad Taqi Aljaafari Bin Jahari (nascido em 25 de outubro de 1986) é um árbitro de futebol internacional de Cingapura. Ele é um árbitro listado pela FIFA desde 2012, e também apitou várias partidas da Liga dos Campeões da AFC. Taqi Aljaafari também arbitrou partidas na Copa do Mundo Sub-17 da FIFA 2017 na Índia.

## Carreira
Taqi tornou-se um árbitro listado pela FIFA em 2012.
Em 2013, ele oficiou a final da RHB Singapore Cup 2013 entre o Tanjong Pagar United Football Club e o Home United Football Club, que o Home United venceu por 4–1.
Em 2014, ele fez uma dobradinha na carreira. Ele arbitrou o Singapore Charity Shield de 2014 e a final da RHB Singapore Cup de 2014. Ele também foi premiado com o árbitro do ano da S.League.
Em 2015, foi enviado à Austrália por ser um dos árbitros de apoio da Copa Asiática de Seleções de 2015 com seu assistente Jeffrey Goh.
Em maio de 2017, foi árbitro de vídeo da Copa do Mundo Sub-20 da FIFA 2017 na Coreia do Sul. Em julho, ele apitou a partida da Copa dos Campeões Internacionais de 2017 em Cingapura entre o campeão inglês Chelsea e o campeão alemão Bayern de Munique. O Bayern venceu a partida por 3-2.
Taqi foi nomeado Árbitro AFF do ano de 2017.
Em outubro de 2017, ele foi enviado à Índia para arbitrar 2 partidas da fase de grupos da Copa do Mundo Sub-17 da FIFA 2017.
Ele apitou a final da Singapore Cup 2017 entre Albirex Niigata (S) e Global Cebu FC.
Ele foi selecionado pela AFC para a Copa Asiática de Seleções 2019, realizada nos Emirados Árabes Unidos, para arbitrar algumas partidas.
Ele foi enviado à Polônia para apitar algumas partidas da Copa do Mundo Sub-20 da FIFA 2019.
Em 2021, Taqi foi o primeiro árbitro assistente de vídeo (VAR) da FIFA em Cingapura e apitou nos Jogos Olímpicos de Verão de 2020, realizados no Japão.
Taqi também foi selecionado para arbitrar como VAR para a Copa do Mundo FIFA de 2022 e a Copa do Mundo Feminina da FIFA de 2023, tornando-se o primeiro cingapuriano a arbitrar torneios da Copa do Mundo masculina e feminina.

## Vida pessoal
Taqi é casado e tem dois filhos e uma filha.

## Torneios FIFA
| Copa do Mundo Sub-17 da FIFA 2017 | Copa do Mundo Sub-17 da FIFA 2017 | Copa do Mundo Sub-17 da FIFA 2017 | Copa do Mundo Sub-17 da FIFA 2017 |
| Data                              | Encontro                          | Local                             | Ronda                             |
| --------------------------------- | --------------------------------- | --------------------------------- | --------------------------------- |
| 9 de outubro de 2017              | Turquia - Mali                    | Navi Mumbai                       | fase de grupos                    |
| 14 de outubro de 2017             | França - Honduras                 | Guwahati                          | fase de grupos                    |

| Copa do Mundo FIFA Sub-20 2019 | Copa do Mundo FIFA Sub-20 2019 | Copa do Mundo FIFA Sub-20 2019 | Copa do Mundo FIFA Sub-20 2019 |
| Data                           | Encontro                       | Local                          | Ronda                          |
| ------------------------------ | ------------------------------ | ------------------------------ | ------------------------------ |
| 23 de maio de 2019             | Polinésia Francesa – Senegal   | Lublin                         | fase de grupos                 |
| 30 de maio de 2019             | Noruega - Honduras             | Lublin                         | fase de grupos                 |

## Copa Asiática de Seleções
| Copa Asiática de Seleções de 2019 – Emirados Árabes Unidos | Copa Asiática de Seleções de 2019 – Emirados Árabes Unidos | Copa Asiática de Seleções de 2019 – Emirados Árabes Unidos | Copa Asiática de Seleções de 2019 – Emirados Árabes Unidos |
| Data                                                       | Encontro                                                   | Local                                                      | Ronda                                                      |
| ---------------------------------------------------------- | ---------------------------------------------------------- | ---------------------------------------------------------- | ---------------------------------------------------------- |
| 12 de janeiro de 2019                                      | Vietname - Irã                                             | Abu Dhabi                                                  | fase de grupos                                             |
| 22 de janeiro de 2019                                      | Catar – Iraque                                             | Abu Dabi                                                   | Rodada de 16                                               |

## Honras
- S. League Árbitro do Ano, 2014[7]
- Árbitro do ano da AFF, 2017[4]